# Guglielmo Inglese
Guglielmo Inglese (né à Naples le 24 novembre 1892 et mort à Milan le 1er janvier 1962) est un acteur italien.

## Biographie
Né à Naples dans une famille d'origine apulienne, Inglese débute sur scène en tant qu'enfant acteur à l'âge de 2 ans, puis il fait partie de certaines des plus importantes compagnies de théâtre de l'époque, dont celle dirigée par Raffaele Viviani en 1920. Il abandonne le théâtre pour se consacrer à la radio, avec laquelle il acquiert une grande popularité grâce à ses monologues comiques caricaturant des personnages typiques du Sud, notamment le "paysan des Pouilles". Il fait ses débuts au cinéma alors qu'il a déjà atteint l'âge de la maturité, en 1948, et est surtout cantonné dans des rôles de caractère dans lesquels il reprend son répertoire radiophonique. Il a souvent été l'acolyte de Totò, tant au cinéma que sur scène. Il est également l'auteur de plusieurs rivistes.  

## Filmographie partielle
- 1951 : Accidenti alle tasse!! de Mario Mattoli
- 1951 : Les nôtres arrivent (Arrivano i nostri) de Mario Mattoli
- 1952 : Abracadabra de Max Neufeld
- 1952 : Vengeance sarde (Vendetta... sarda) de Mario Mattoli
- 1952 : Viva il cinema! de Giorgio Baldaccini et Enzo Trapani
- 1952 : Le Roman de ma vie (Il romanzo della mia vita) de Lionello De Felice
- 1953 : Les Amants de Villa Borghese de Gianni Franciolini
- 1954 : Orage de Pierre Billon et Giorgio Capitani
- 1956 : Le Bigame de Luciano Emmer ; l'avocat Don Vincenzino
- 1957 : Vacances à Ischia de Mario Camerini ; Chancelier
- 1959 : Le Confident de ces dames de Jean Boyer ; le pharmacien et maire